# Clara d'Anduza
Clara d'Anduza (fl. primera mitad del siglo XIII) fue una trobairitz occitana.

## Biografía
No se conserva ninguna vida de Clara d'Anduza ni otros documentos que nos den información sobre su persona. Se cree que tendría que ser originaria de Anduza o de la familia de los denominados señores del lugar. La cronología de su producción poética se establece sobre la base de la relación con Uc de Sant-Circ y las relaciones intertextuales con otros trovadores.
En el cancionero C se conserva la única canción que ha permanecido hasta la actualidad de esta trobairitz: En greu esmay et en greu pessamen; se trata de una canción de amor a un amante de quien lo han separado los lauzengieros.
Se conserva una razó de una poesía de Uc de Sant Circ, Anc mais non vi temps ni sazon, que explica esta canción en el contexto de las aventuras amorosas del autor, que habría estimado una dompna de Andutz, qe avea nom ma dompna Clara de quien se habría alejado por las intrigas de una vizina mout bella, qe avia nom ma dompna Ponsa y con quien finalmente se habría reconciliado a través de una amiga (de la cual no se menciona el nombre). El amante de Uc se ha entendido que era nuestra trobairitz e incluso se ha llegado a especular que la amiga sería Azalais de Altier y entonces Clara de Anduza podría ser la destinataria o protagonista del denominado salud de amor que se conserva escrito por Azalais de Altier.

## Obra
- yo pensare en ti .[6]